# 譚玉齢

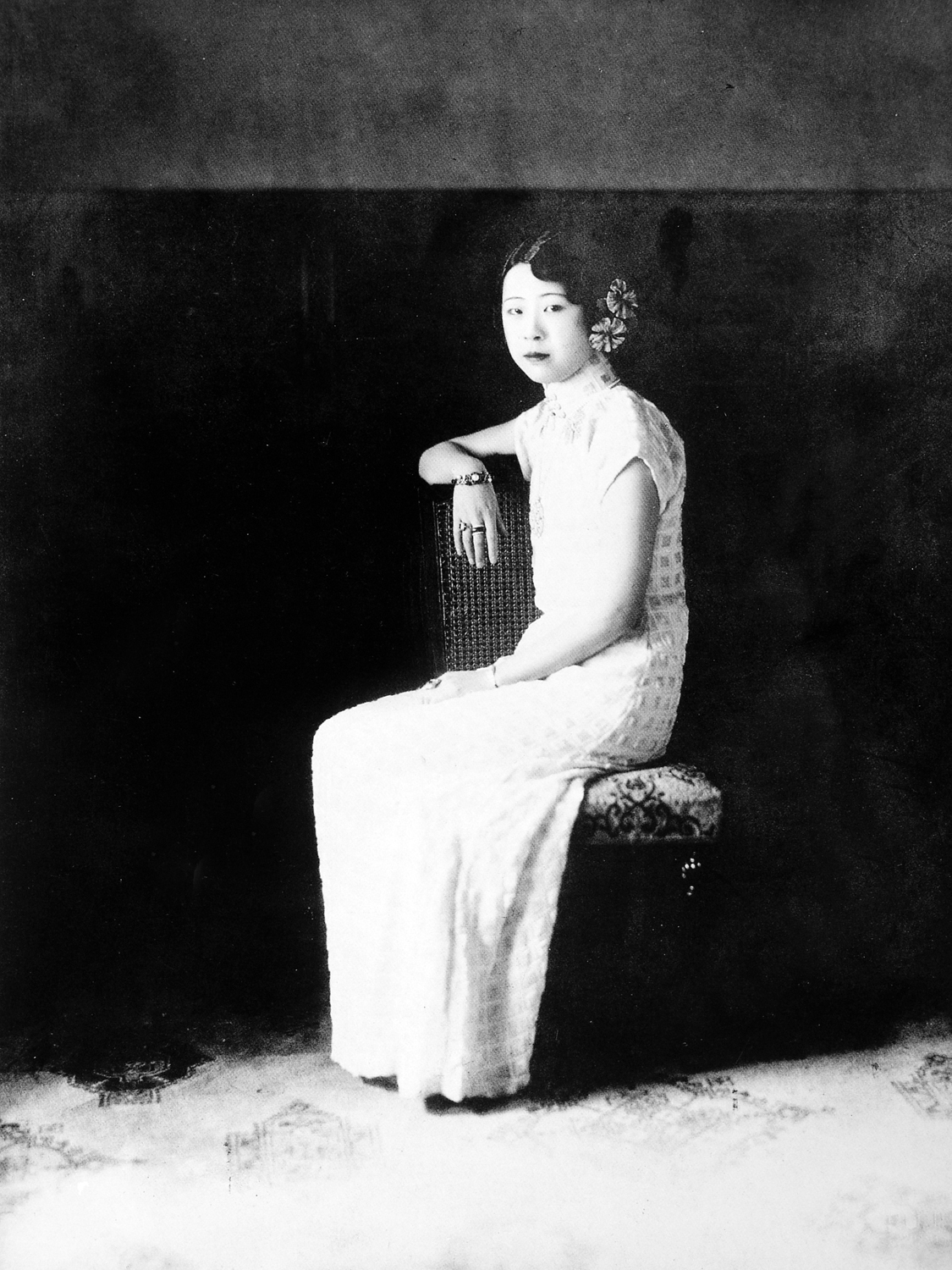
譚玉齢

譚 玉齢（たん ぎょくれい、1920年8月11日 - 1942年8月14日）は、清朝最後の皇帝愛新覚羅溥儀の側室。満洲名は「他他拉」玉齢。位は貴人。他他拉貴人（タタラきじん）と呼ばれることが多い。

## 略歴
1920年に北京の満洲旗人の家に生まれる。当時、満洲族は漢族の習俗になじみ、漢名を名乗ることもあった。玉齢が生まれたときには、実家の他他拉氏は「譚」という漢姓を使用していた。
1937年、北京の女子学生の身であったが、満洲国皇帝となった溥儀に選ばれて新京（長春）に迎えられ、「貴人」に冊立される。しかし1942年に早世。「明賢貴妃」と諡された。遺骸は長春の般若寺に埋葬されたが、後に荼毘に付され、遺骨は北京に遷された。
病弱の身であったとはいえ彼女の急死については疑惑がある。御用掛の吉岡安直は溥儀に日本人女性を嫁がせたいと考えており、譚玉齢は邪魔になったため毒殺されたという説があるが、真偽は不明。中国の歴史ドラマ「ラストエンペラー」はこの説を採用している。溥儀は自伝『わが半生』において彼女の死因は腸チフスであったと書きつつも、治療を担当した吉岡の責任だとする内容を綴っている。
1995年、河北省易県にある、清朝の歴代皇帝の陵墓清西陵の近くの民間墓地「華龍皇園」の経営者が墓地の知名度を上げるために、溥儀の最後の夫人李淑賢に溥儀の墓を作ることを提案し、これに同意した李淑賢によって溥儀の遺骨は同墓地に移された。また、後に溥儀の墓のそばに、皇后婉容と譚玉齢の墓も造られた。2004年、愛新覚羅家により改めて明賢皇貴妃の諡号が贈られた。

## 登場作品
- 『末代皇帝伝奇 THE LAST EMPEROR（中国語版）』（2014年、演：袁冰妍）